# Nike Bent
Nike Bent, född 1 december 1981 i Funäsdalen, Sverige är en svensk före detta alpin skidåkare och skicrossåkare.

## Karriär
Nike Bent har sex topptio-placeringar i den alpina världscupen, fyra i störtlopp, en i kombination och en i super-G. Den 14 januari 2006 i Bad Kleinkirchheim gjorde Nike sitt bästa världscuplopp då hon blev tvåa i störtloppet. I Europacupen har Nike tre pallplatser.
I VM-sammanhang har Nike två topptio-placeringar, båda från Åre 2007; en sjätteplats i störtlopp och en åttondeplats i kombination. 
Bent deltog i Olympiska vinterspelen 2006 i Turin med en 14:e placering i superkombinationen som bästa resultat.
I SM har hon fem medaljer, två guld, två silver och ett brons, med undantag för ett guld i störtlopp är samtliga av medaljerna i super-G.
På juniornivå har hon som bäst i junior-VM en fjärdeplats från Mont-Sainte-Anne 2000, hon deltog även i Verbier 2001. I junior-SM har hon sju medaljer varav tre är guld, ett är silver och tre är brons.
Nike Bent har också tävlat i skicross. I SM 2009 slutade hon på fjärdeplats. I ett FIS-lopp 2009 i Gopshusbacken slutade hon tvåa.
Bent meddelade den 18 augusti 2010 att hon avslutar karriären, efter en långvarig knäskada.

## Efter karriären
Den 16 september 2013 meddelades det att Bent ska bli en ny expertkommentator i SVT:s Vinterstudion.
Hon arbetar numera som sportchef i Tänndalen där hon bland annat har hand om träningsgrupper och skidskolan.